# بخشداری
بخشداری سازمانی دولتی است که زیر نظر فردی به نام بخشدار اداره می‌گردد و زیرمجموعه فرمانداری است. این سازمان وظیفه برقراری امنیت برای شهروندان را در سطح بخش بر عهده دارد و نیروهای انتظامی در کنار نیروهای امنیتی زیر نظر آن انجام وظیفه می‌کنند.

## مرکز بخش
مرکز بخش در تقسیمات کشوری ایران، شهر یا روستایی در آن بخش است که بخشداری در آن واقع است. به شخصی که به ریاست امور یک بخش منصوب می‌شود بخشدار گفته می‌شود.
وظیفه اصلی یک بخشدار حفظ سیاست عمومی دولت در حوزه مأموریت‌اش است.
| واحد تقسیمات کشوری | مسئول               | نهاد                  | نوع            | مرکز         |
| ------------------ | ------------------- | --------------------- | -------------- | ------------ |
| کشور               | وزیر کشور           | وزارت کشور            | دولتی          | پایتخت       |
| استان              | استاندار            | استانداری             | دولتی          | مرکز استان   |
| شهرستان            | فرماندار            | فرمانداری (ویژه)      | دولتی          | مرکز شهرستان |
| بخش                | بخشدار              | بخشداری               | دولتی          | مرکز بخش     |
| دهستان             | بخشدار (قبلاً دهدار) | بخشداری (قبلاً دهداری) | دولتی          | مرکز دهستان  |
| شهر                | شهردار              | شهرداری               | عمومی غیردولتی | –            |
| روستا              | دهیار               | دهیاری                | عمومی غیردولتی | –            |

## وظایف بخشدار
از جمله دیگر وظیفه‌های بخشدار می‌توان به این موارد اشاره کرد:
- اخذ گزارش از نیروهای انتظامی محل و بایگانی کردن انواع گزارش‌ها، تهیه و تنظیم دفتر اموال و مراقبت در حفظ اموال منقول و غیرمنقول فرمانداری، گزارش وقایع بخش به فرمانداری به‌طور مرتب.
- مراقبت و نظارت بر امور اقتصادی، عمرانی، فرهنگی، آموزشی، ورزشی و…
- انجام امور انتخاباتی محلی و کشوری و امور تشریفاتی.[۱]